# Finale FA Cup 1990
De finale van de FA Cup van het seizoen 1989/90 werd gehouden over twee wedstrijden, op 12 mei 1990 en op 17 mei 1990. Beide wedstrijden vonden plaats in het oude Wembley Stadium in Londen. Crystal Palace nam het op tegen Manchester United. Na 120 minuten leverde de finale geen winnaar op, echter zagen de fans wel zes doelpunten (3-3). Ian Wright scoorde twee keer als invaller voor Crystal Palace. Een replay besliste uiteindelijk over de winst. Manchester United won de tweede wedstrijd met 0-1 via linksback Lee Martin, slechts een van twee doelpunten die Martin zou scoren voor Manchester United. De eerste wedstrijd bezegelde het lot van Manchester United-doelman Jim Leighton. In de replaywedstrijd stond zijn doublure Les Sealey onder de lat en deze keepte een zodanig sterke wedstrijd dat hij daarna bleef staan. Tussen Leighton en trainer Sir Alex Ferguson zou het nadien ook niet meer goedkomen. 

## Finale

### Wedstrijd
|                         |                              |              |                             |                                                                                  |
| 12 mei 1990 15:00 UTC+1 | Crystal Palace               | 3 - 3 (n.v.) | Manchester United           | Wembley Stadium, Londen Toeschouwers: 80.000 Scheidsrechter: Allan Gunn (Sussex) |
| 12 mei 1990 15:00 UTC+1 | O'Reilly 18' Wright 72', 92' | Verslag      | Robson 35' Hughes 62', 113' | Wembley Stadium, Londen Toeschouwers: 80.000 Scheidsrechter: Allan Gunn (Sussex) |

| Crystal Palace | Manchester United |

|                |    |                |  |      |
|                |    |                |  |      |
| GK             | 1  | Nigel Martyn   |  |      |
| RB             | 2  | John Pemberton |  |      |
| LB             | 3  | Richard Shaw   |  |      |
| CM             | 4  | Andy Gray      |  | 117' |
| CB             | 5  | Gary O'Reilly  |  |      |
| CB             | 6  | Andy Thorn     |  |      |
| RM             | 7  | Phil Barber    |  | 69'  |
| CM             | 8  | Geoff Thomas   |  |      |
| CF             | 9  | Mark Bright    |  |      |
| LM             | 10 | John Salako    |  |      |
| CM             | 11 | Alan Pardew    |  |      |
| Wisselspelers: |    |                |  |      |
| FW             | 12 | Ian Wright     |  | 69'  |
| DF             | 14 | David Madden   |  | 117' |
| Coach:         |    |                |  |      |
| Steve Coppell  |    |                |  |      |

|                |    |                   |  |     |
|                |    |                   |  |     |
| GK             | 1  | Jim Leighton      |  |     |
| CM             | 2  | Paul Ince         |  |     |
| LB             | 3  | Lee Martin        |  | 88' |
| CB             | 4  | Steve Bruce       |  |     |
| RB             | 5  | Mike Phelan       |  |     |
| CB             | 6  | Gary Pallister    |  | 93' |
| CM             | 7  | Bryan Robson      |  |     |
| RM             | 8  | Neil Webb         |  |     |
| CF             | 9  | Brian McClair     |  |     |
| CF             | 10 | Mark Hughes       |  |     |
| LM             | 11 | Danny Wallace     |  |     |
| Wisselspelers: |    |                   |  |     |
| FW             | 12 | Mark Robins       |  | 93' |
| DF             | 14 | Clayton Blackmore |  | 88' |
| Coach:         |    |                   |  |     |
| Alex Ferguson  |    |                   |  |     |

### Replay
|                         |                |         |                   |                                                                                  |
| 17 mei 1990 15:00 UTC+1 | Crystal Palace | 0 - 1   | Manchester United | Wembley Stadium, Londen Toeschouwers: 80.000 Scheidsrechter: Allan Gunn (Sussex) |
| 17 mei 1990 15:00 UTC+1 |                | Verslag | Martin 59'        | Wembley Stadium, Londen Toeschouwers: 80.000 Scheidsrechter: Allan Gunn (Sussex) |

| Crystal Palace | Manchester United |

|                |    |                |  |     |
|                |    |                |  |     |
| GK             | 1  | Nigel Martyn   |  |     |
| RB             | 2  | John Pemberton |  |     |
| LB             | 3  | Richard Shaw   |  |     |
| CM             | 4  | Andy Gray      |  |     |
| CB             | 5  | Gary O'Reilly  |  |     |
| CB             | 6  | Andy Thorn     |  |     |
| RM             | 7  | Phil Barber    |  | 64' |
| CM             | 8  | Geoff Thomas   |  |     |
| CF             | 9  | Mark Bright    |  |     |
| LM             | 10 | John Salako    |  | 79' |
| CM             | 11 | Alan Pardew    |  |     |
| Wisselspelers: |    |                |  |     |
| FW             | 12 | Ian Wright     |  | 64' |
| DF             | 14 | David Madden   |  | 79' |
| Coach:         |    |                |  |     |
| Steve Coppell  |    |                |  |     |

|                |    |                   |  |
|                |    |                   |  |
| GK             | 1  | Les Sealey        |  |
| CM             | 2  | Paul Ince         |  |
| LB             | 3  | Lee Martin        |  |
| CB             | 4  | Steve Bruce       |  |
| RB             | 5  | Mike Phelan       |  |
| CB             | 6  | Gary Pallister    |  |
| CM             | 7  | Bryan Robson      |  |
| RM             | 8  | Neil Webb         |  |
| CF             | 9  | Brian McClair     |  |
| CF             | 10 | Mark Hughes       |  |
| LM             | 11 | Danny Wallace     |  |
| Wisselspelers: |    |                   |  |
| FW             | 12 | Mark Robins       |  |
| DF             | 14 | Clayton Blackmore |  |
| Coach:         |    |                   |  |
| Alex Ferguson  |    |                   |  |